# گنگیلیتسا
گنگیلیتسا (به صربی: Gnjilica) یک روستا در صربستان است که در Raška واقع شده‌است. گنگیلیتسا ۲۲۸ نفر جمعیت دارد.